# (2354) Лавров
(2354) Лавров — типичный астероид главного пояса, который был открыт 9 августа 1978 года советским астрономом Людмилой Черных в Крымской обсерватории и назван в честь известного советского ученого Святослава Лаврова.

## Орбита
Орбита астероида 2354 Архивная копия от 3 сентября 2021 на Wayback Machine